# Joseph Whipple III
Joseph Whipple III. (* 3. Juli 1725 in Newport, Colony of Rhode Island and Providence Plantations; † 1761 ebenda) war ein britischer Händler und Politiker. Er fungierte als kolonialer Vizegouverneur der Colony of Rhode Island and Providence Plantations.

## Werdegang
Joseph Whipple III., Sohn des Vizegouverneurs Joseph Whipple junior, welcher ein wohlhabender Händler war, wurde in der Regierungszeit von Georg I. in Newport geboren und wuchs dort auf. Er war das zweite von neun Kindern. Über seine Jugendjahre ist nichts bekannt. Whipple muss sehr gute politische Verbindungen gehabt haben, da er im Mai 1751 im Alter von 25 Jahren Vizegouverneur der Kolonie wurde. Er bekleidete diesen Posten bis zu seinem Rücktritt 1753, welcher wegen seiner finanziellen Insolvenz geschah. In der Folgezeit war er gezwungen seine Farm zu verkaufen, welche ihm sein Vater im Testament vermachte. Ferner veräußerte er andere Vermögenswerte, um seine Schulden zu bezahlen. Viele Reeder gingen in der Mitte des 18. Jahrhunderts in Konkurs. Die Verwendung von Papiergeld trug dazu bei, aber der langwierige Krieg mit Spanien und Frankreich hatte den größten Einfluss auf den Handel. Der junge und unerfahrene Whipple hatte noch keinen unternehmerischen Scharfsinn entwickelt, um diese finanziellen Schwierigkeiten abzuwenden. Nach seinem Rücktritt als Vizegouverneur führte Whipple noch ein kurzes und kümmerliches Leben. In seinem Nachruf von 1761 in der lokalen Zeitung, dem Newport Mercury, stand folgendes:

„Joseph Whipple, former Dep.Govr. Facted, became intemperate, and was drowned from the Point Bridge, while returning from the theatre on the Point.“

Es ist nicht bekannt, ob er verheiratet war oder Kinder hatte.